# Las Juntas, General Heliodoro Castillo
Las Juntas är en ort i Mexiko.   Den ligger i kommunen General Heliodoro Castillo och delstaten Guerrero, i den södra delen av landet, 230 km sydväst om huvudstaden Mexico City. Las Juntas ligger 1 344 meter över havet och antalet invånare är 213.
Terrängen runt Las Juntas är kuperad åt nordväst, men åt sydost är den bergig. Las Juntas ligger nere i en dal. Runt Las Juntas är det ganska glesbefolkat, med 21 invånare per kvadratkilometer. Närmaste större samhälle är Campo Morado, 3,6 km nordväst om Las Juntas. I omgivningarna runt Las Juntas växer huvudsakligen savannskog.